# 郡 (越南)
郡（越南语：／）是越南二级行政区之一，与县、省辖市、市辖市和市社平级。
郡是直辖市的下属行政区。郡的下属行政区为坊。2025年，越南決定廢除包括郡在內的所有縣級行政單位。

## 历史
1975年前南越的城乡二级行政区都称为郡。以永隆省为例，周城郡位于现在永隆市城区，茶温郡则位于乡村地带。
截至2021年6月22日，越南全国共有46个郡。 胡志明市最多，拥有16个；芹苴最少，只有5个。

## 郡列表
河内市（12个郡）
- 巴亭郡
- 还剑郡
- 栋多郡
- 二征夫人郡
- 纸桥郡
- 青春郡
- 黄梅郡
- 龙编郡
- 西湖郡
- 河东郡
- 北慈廉郡
- 南慈廉郡

胡志明市（16个郡）
- 第一郡
- 第三郡
- 第四郡
- 第五郡
- 第六郡
- 第七郡
- 第八郡
- 第十郡
- 第十一郡
- 第十二郡
- 新平郡
- 新富郡
- 平新郡
- 富润郡
- 旧邑郡
- 平盛郡

海防市（7个郡）
- 鸿庞郡
- 吴权郡
- 黎真郡
- 建安郡
- 海安郡
- 阳京郡
- 涂山郡

岘港市（6个郡）
- 海洲郡
- 清溪郡
- 山茶郡
- 五行山郡
- 莲沼郡
- 锦荔郡

芹苴市（5个郡）
- 宁桥郡
- 平水郡
- 丐𪘵郡
- 乌门郡
- 禿衂郡